# 遠藤大智
遠藤 大智（えんどう だいち、1981年2月3日 - ）は、日本の男性声優。賢プロダクション所属。東京都出身。

## 略歴
スクールデュオ7期生。
学生時代はバスケットボール、自主映画作りをしていた。
大学卒業後は両親が経営する神奈川県横浜市の飲食店を継いだ。その店で内海賢二と野村道子と出会った縁で2006年に声優としての活動を始める。

## 人物
特技は料理。趣味は酒、ゲーム。

## 出演
太字はメインキャラクター。

### テレビアニメ
2008年
- カイバ
- 喰霊-零-（隊員）
- ゴルゴ13（2008年 - 2009年、クルー、バーの男、チンピラ）
- TYTANIA -タイタニア-（フロリモンド・デ・ボーア、執事）
- 二十面相の娘（酒水）

2009年
- うみものがたり 〜あなたがいてくれたコト〜（観光客）
- クイーンズブレイド 玉座を継ぐ者（支配人）
- グイン・サーガ（モンゴール兵）
- 黒神 The Animation（宮地利士郎、駅員、長兄）
- ささめきこと（叔父）
- シャングリ・ラ（部下）
- 神曲奏界ポリフォニカ クリムゾンS（バルゲス・ゴルト・グリディアム）
- 戦場のヴァルキュリア（団員B）
- 空を見上げる少女の瞳に映る世界（イズク、イチコの父）
- 戦う司書 The Book of Bantorra（2009年 - 2010年、ルイモン＝マハトン、手下B）
- ティアーズ・トゥ・ティアラ（兵士、ゲール族、帝国兵）
- とある科学の超電磁砲（チンピラA）
- ドルアーガの塔 〜the Sword of URUK〜（ブラックタイガー）
- 乃木坂春香の秘密 ぴゅあれっつぁ♪（ヘルハウンドA）
- バスカッシュ!（BB）
- PandoraHearts（隊員E）
- Phantom 〜Requiem for the Phantom〜（運転手）
- ミチコとハッチン（ティト）

2010年
- 一騎当千 XTREME XECUTOR
- Angel Beats!（教師）
- おおきく振りかぶって 〜夏の大会編〜（主審、三塁審）
- 刀語（剛剣士）
- ケロロ軍曹（オペレーター）
- COBRA THE ANIMATION（エンゴラ）
- STAR DRIVER 輝きのタクト（クラスメイト、綺羅星十字団団員）
- 聖痕のクェイサー（2010年 - 2011年、チンピラB、男の声） - 2シリーズ
- テガミバチ REVERSE（2010年 - 2011年、靴屋、町人B、男A）
- NARUTO -ナルト- 疾風伝（2010年 - 2016年、はたけサクモ、霧隠の里の追忍、木ノ葉隠れの里の忍、モトイ、風心）
- もっとTo LOVEる -とらぶる-（ドルドック星人）

2011年
- THE IDOLM@STER（青年団3）
- UN-GO（警備員、古本屋店主）
- ウルヴァリン（組員、マドリプールの住人、黒荻の部下）
- X-MEN（男、ミュータント）
- お兄ちゃんのことなんかぜんぜん好きじゃないんだからねっ!!（フランクフルト店主）
- ギルティクラウン（2011年 - 2012年、管制官、暴徒、艦隊司令、GHQ司令官）
- TIGER & BUNNY（ベンジャミン）
- たまゆら〜hitotose〜（夫）
- ダンボール戦機（2011年 - 2013年、シブネキクゾウ、アダム、美都英輔） - 3シリーズ
- 爆丸バトルブローラーズ ガンダリアンインベーダーズ（ブルース）
- フリージング（軍人B）
- BLEACH（プラス霊〈デミホロウ〉）
- メタルファイト ベイブレード 4D（村人A）
- 遊☆戯☆王ZEXAL（2011年 - 2013年、ナンバーズ、店主、ピューマン、大会役員、ガルシアパンサー 他） - 2シリーズ
- 夢喰いメリー（タケ〈武内薫〉）
- ラストエグザイル-銀翼のファム-（ラサス艦長）

2012年
- アクエリオンEVOL（兵士）
- 境界線上のホライゾンII（英国隊長、三征西班牙中年兵、三征西班牙兵）
- 黒子のバスケ（新協監督、観客、記者A）
- ジョジョの奇妙な冒険（マフィア）
- テニスの王子様 シリーズ（2012年 - 2024年、鬼十次郎） - 3シリーズ
- ソードアート・オンライン（2012年 - 2019年、石像、フルグル） - 2シリーズ
- ちはやふる（2012年 - 2020年、伊勢大二郎、深作時次、観客） - 3シリーズ
- 超訳百人一首 うた恋い。（在原行平）
- 氷菓（氏子）
- ポケットモンスター ベストウイッシュ シーズン2（イワーク）
- めだかボックス（ボクシング部部長）
- モーレツ宇宙海賊（ジョン）

2013年
- AMNESIA（劇中相手役）
- 革命機ヴァルヴレイヴ（ドルシア軍艦長、軍人、騎士、補佐官、研究者、青年のマギウス2）
- ガンダムビルドファイターズ（2013年 - 2014年、ナイン・バルト、パン屋、C）
- 進撃の巨人（2013年 - 2018年、委員、ミカサの父、班長、ペール、リーブス 他） - 3シリーズ
- 断裁分離のクライムエッジ（スレジハンマのオーサー）
- DEVIL SURVIVOR2 the ANIMATION（ボティス）

2014年
- アカメが斬る!（エスデス父）
- 頭文字D Final Stage（舘智幸）
- Re:␣ ハマトラ（ハギー）
- 棺姫のチャイカ AVENGING BATTLE（ザウル・モスカエツ）
- 魔法科高校の劣等生（ジロー・マーシャル）

2015年
- うしおととら（上官）
- 進撃!巨人中学校（商会のボス）
- 蒼穹のファフナー EXODUS（アイザック・アレンスキー）
- パックワールド（ムーンドッグ）
- 遊☆戯☆王ARC-V（セルゲイ・ヴォルコフ）

2016年
- 機動戦士ガンダムUC RE:0096（ボーンフィッシュ艦長）
- 甲鉄城のカバネリ（阿幸地）
- マクロスΔ（ヘルマン・クロース）

2017年
- 鬼平（無頼漢A、河合伝内）
- GRANBLUE FANTASY The Animation（アーロン父）
- ベイブレードバースト ゴッド（バーナ・クレイ）
- キノの旅 -the Beautiful World- the Animated Series（若い男B）
- Code:Realize 〜創世の姫君〜（アイザック・ベックフォード）
- 将国のアルタイル（ベルツ）

2018年
- ニル・アドミラリの天秤（四木沼喬）
- 銀河英雄伝説 Die Neue These 邂逅（クリスチアン）
- されど罪人は竜と踊る（ゼムン、ゴッヘル）
- 僕のヒーローアカデミア（2018年 - 2024年、トゥワイス） - 5シリーズ
- フルメタル・パニック! Invisible Victory（アッシュ）
- グランクレスト戦記（ホスティオ・フィグルス）
- カードファイト!! ヴァンガード（2018年 - 2020年、ブラスター・ダーク、ミニダーク） - 3シリーズ
- フューチャーカード 神バディファイト（2018年 - 2019年、蔵屋敷大志郎）

2019年 
- MIX（三田浩樹）
- スター☆トゥインクルプリキュア（兵隊）

2020年
- 天晴爛漫!（デビット）
- もっと!まじめにふまじめ かいけつゾロリ（2020年 - 2022年、ケントパパ、ギル、ブウタ） - 3シリーズ
- イエスタデイをうたって（田辺）
- ヒーリングっど♥プリキュア（2020年 - 2021年、沢泉りゅうじ、トライン）
- 魔女の旅々（セレナの父）

2021年
- 名探偵コナン（2021年 - 2022年、徳薗彩也、小藪竜次）
- SHAMAN KING（壱上等）
- 王様ランキング（2021年 - 2022年、悪い男、男、将軍、キングボ、チャビ神）

2022年
- パリピ孔明（スティーブ・キド）

2023年
- ツルネ -つながりの一射-（二階堂茂幸）
- 老後に備えて異世界で8万枚の金貨を貯めます（アイブリンガー）
- デッドマウント・デスプレイ（依頼人の男）
- 薬屋のひとりごと（2023年 - 2025年、皇帝） - 2シリーズ

2024年
- 刀剣乱舞 廻 -虚伝 燃ゆる本能寺-（審神者）
- オーイ!とんぼ（島の男、島男1） - 2シリーズ
- ばいばい、アース（キール＝ロワール）
- ハイガクラ（韓湘子）

2025年
- アポカリプスホテル（専門家2）
- フェルマーの料理（布袋勝也）

### 劇場アニメ
2000年代
- 天上人とアクト人最後の戦い（2009年、イチコの父）

2010年代
- 宇宙ショーへようこそ（2010年、管制官）
- 劇場版 NARUTO -ナルト- 疾風伝 ザ・ロストタワー（2010年）
- ブレイク ブレイド（2010年、魔動戦士A）
- 手塚治虫のブッダ -赤い砂漠よ!美しく-（2011年）
- マジック・ツリーハウス（2012年、海賊）
- スタードライバー THE MOVIE（2013年、団員）
- 楽園追放 -Expelled from Paradise-（2014年、ラズロ）
- 遊☆戯☆王 THE DARK SIDE OF DIMENSIONS（2016年）
- 劇場版マクロスΔ 激情のワルキューレ（2018年、ヘルマン・クロース）
- 甲鉄城のカバネリ 海門決戦（2019年、トウジ、亜幸地）

2020年代
- 囀る鳥は羽ばたかない The clouds gather（2020年、刑事）
- 劇場版ヴァイオレット・エヴァーガーデン（2020年、ユリス父）
- 劇場版マクロスΔ 絶対LIVE!!!!!!（2021年、ヘルマン・クロース）
- THE FIRST SLAM DUNK（2022年、角田悟）

### OVA
- クイーンズブレイド 美しき闘士たち（2010年、土産物屋）
- 合体ロボット アトランジャー（2011年、神宮寺艦長）
- 機動戦士ガンダムUC（2011年、潜水艦艦長）
- T.P.さくら 〜タイムパラディンさくら〜 時空樹防衛戦（2011年、ねずみ小僧）
- ボトムズファインダー（2011年、側近2）
- アイアンマン：ライズ・オブ・テクノヴォア（2013年）
- 絶滅危愚少女 Amazing Twins（2014年、14号）

### Webアニメ
- あゆまゆ劇場（2006年、客）
- Candy boy（2007年、駅アナウンス）
- バキ（2020年、陳海王[21]）
- PLUTO（2023年、フェルゼン）

### ゲーム
2008年
- タツノコ VS. CAPCOM CROSS GENERATION OF HEROES（鴉）
- 乃木坂春香の秘密 こすぷれ、はじめました♥
- Fallout3（エルダー・リオンズ、ウォルター 他）

2009年
- アークライズファンタジア（グランツ）
- 機動戦士ガンダム戦記
- Battlestations: Pacific（日本軍司令官）
- ひらめきカードバトル メクルカ（タイク＝ティーチ、ストンプ＝リンシパル）
- ルミナスアーク3 アイズ（神の瞳、ベルガム）

2010年
- GA 芸術科アートデザインクラス Slapstick WONDER LAND（キノコ）
- デザート・キングダム（シャザーヌ）
- NARUTO -ナルト- 疾風伝 キズナドライブ（天狼エンゾ）
- 二世の契り（上杉政虎）
- ブレイズ・ユニオン（バルドゥス）
- Halo:Reach（ノーブルシックス〈男〉）

2011年
- 二世の契り 想い出の先へ（上杉政虎）

2012年
- タイムトラベラーズ（光岡邦雄）
- ほのぼのモグウ日記（関羽）

2013年
- デザート・キングダム ポータブル（シャザーヌ）
- トゥームレイダー（アレックス）
- ファイナルファンタジーXIV：新生エオルゼア（リットアティン・サス・アルヴィナ）

2014年
- 熱血異能部活譚 Trigger Kiss（長船小十郎）

2015年
- デビルサバイバー2 ブレイクレコード

2016年
- グランブルーファンタジー（2016年 - 2025年、切り株、鵺、トゥワイス、スルト

）
- 三國志13
- シルヴァリオ ヴェンデッタ -Verse of Orpheus-（クリストファー・ヴァルゼライド）
- ニル・アドミラリの天秤 帝都幻惑綺譚（四木沼喬）
- バトルフィールド1（米軍司令官）
- マクロスΔスクランブル（ヘルマン・クロース）

2017年
- クイズRPG 魔法使いと黒猫のウィズ（ズローヴァ・ヤガダ、ジェラール・イニス）
- ニル・アドミラリの天秤 クロユリ炎陽譚（謎の人物）
- パラノーマルキス -Paranormal Kiss-（巴樹木、鍵音惣右介）
- マインクラフト:ストーリーモード（ガブリエル）

2018年
- 進撃の巨人2（商会のボス）
- デトロイト ビカム ヒューマン（ダニエル、サイモン）
- フルメタル・パニック！ 戦うフー・デアーズ・ウィンズ（アッシュ）

2019年
- 最果てのバベル（トノト）
- ドラゴンクエストXI 過ぎ去りし時を求めて S（デスエーギル）

2020年
- 龍が如く7 光と闇の行方（高部守）
- 僕のヒーローアカデミア One's Justice 2（トゥワイス）
- ファイナルファンタジーVII リメイク

2021年
- モンスターハンターライズ
- 僕のヒーローアカデミア ULTRA IMPACT（トゥワイス）
- 機動戦士ガンダム U.C. ENGAGE（シン・マツナガ）

2022年
- 機動戦士ガンダム アーセナルベース（シン・マツナガ）
- タクティクスオウガ リボーン

2024年　
- 聖剣伝説 VISIONS of MANA
- 東京放課後サモナーズ（クマノゴンゲン）

### ドラマCD
- JIHAI〜磁海〜 Second Code（ジェームスの部下）
- Serengeti 第1巻（大工廻竜玄[42]）
- 二世の契り ドラマCD 〜IT戦国時代〜（上杉政虎）
- 獏-BAKU- 2（青年時代のルーサー）

### 特撮
- ドライブサーガ 仮面ライダーチェイサー（2016年、プロトゼロ / 仮面ライダープロトドライブの声）

### 吹き替え

#### 映画
- アーミー・オブ・ザ・デッド（ヴァンデルローエ〈オマリ・ハードウィック〉[43]）
- 新しい人生のはじめかた
- アポロ18（ベン・アンダーソン〈ウォーレン・クリスティー〉）
- アルティメット2 マッスル・ネバー・ダイ（スカイロック）
- アンノウン（レオ・ブレスラー教授〈セバスチャン・コッホ〉）
- 1911
- 一枚のめぐり逢い（ムーア保安官代理）
- イップ・マン 継承（チョン・ティンチ〈マックス・チャン〉）
- インビジブル・ターゲット（ホー〈サム・リー〉）
- インモータルズ -神々の戦い-（モンドラゴン）
- ヴィクトリア女王 最期の秘密（アブドゥル・カリム〈アリ・ファザル〉）
- 王妃の紋章（皇太子・元祥〈リウ・イェ〉）
- 華麗なるギャツビー（テディ）
- キック・アス（マーカス・ウィリアムズ〈オマリ・ハードウィック〉）
- キック・アス/ジャスティス・フォーエバー（マーカス・ウィリアムズ〈モリス・チェストナット〉）
- キミに逢えたら!（デヴェンドラ）
- グランド・イリュージョン（エヴァンス〈コモン〉）
- グリーン・ホーネット（アルメニアのボス）
- クリフハンガー（キネット〈レオン〉）※BSジャパン版
- ゲーム・オブ・デス（ロビンス）
- ココ・アヴァン・シャネル（アレク）
- コンテイジョン
- サーフィン ドッグ
- ザ・ロード（退役軍人〈ガイ・ピアース〉）
- G.I.ジョー バック2リベンジ（ザンダー〈マット・ジェラルド〉）
- J・エドガー（エージェント・ギャリソン〈マイルズ・フィッシャー〉）
- ジュリエットからの手紙（ロレンツォの息子）
- 新少林寺/SHAOLIN（浄空）
- SUPER8/スーパーエイト
- 孫文の義士団（リウ・ユーバイ〈レオン・ライ〉）
- ダークナイト ライジング（ジョーンズ大尉）
- DCエクステンデッド・ユニバース
  - スーサイド・スクワッド（ビジネスマン）
  - ジャスティス・リーグ（スレイド・ウィルソン / デスストローク〈ジョー・マンガニエロ〉[44]）
  - ジャスティス・リーグ:ザック・スナイダーカット（スレイド・ウィルソン / デスストローク〈ジョー・マンガニエロ〉[45]）
- ディープ・アンダーカバー（ラリー）
- ディテクティヴ
- デイブレイカー（ジャーヴィス）
- デス・レース2（MC）
- TEKKEN -鉄拳-（ミゲル・ロホ〈ロジャー・ウエルタ〉、デンスロウ）
- Dr.パルナサスの鏡（セルゲイ）
- 共喰山（デイス）
- トランスフォーマー/ダークサイド・ムーン（エッブス班）
- トランスフォーマー/最後の騎士王（アーサー王）
- ニューイヤーズ・イブ（ノーラン）
- PARKER/パーカー（ジェイク〈ボビー・カナヴェイル〉）
- ハート・オブ・ストーン（ベイリー〈ポール・レディ〉[46]）
- ハウス・オブ・グッチ（マウリツィオ・グッチ〈アダム・ドライバー〉[47]）
- パシフィック・ウォー（橋本以行〈竹内豊〉）
- バタフライ・エフェクト2（クリストファー）
- ハムナプトラ3 呪われた皇帝の秘宝 ※フジテレビ版
- バレッツ（カリム）
- ビースト・ストーカー/証人（チェン）
- ヒーリング・ハート（ヨン〈スティーブン・フォン〉）
- ピザボーイ 史上最凶のご注文（クリストファー）
- ビッグゲーム 大統領と少年ハンター（ハザル）
- ファースター 怒りの銃弾（ゲイリー）
- ファンボーイズ
- フェア・ゲーム（ハマッド）
- THE 4TH KIND フォース・カインド（ライアン保安官補）
- プラットフォーム（ゴレン〈イバン・マサゲ〉[48]）
- FREAKS フリークス 能力者たち（英語版）（パパ〈エミール・ハーシュ〉[49]）
- ブリングリング（リッキー〈ギャヴィン・ロスデイル〉）
- フルスロットル（ドノヴァン〈RZA〉）
- ベストマン 最強の介添人（ブラッドリー〈ブレンダン・フェア〉[50]）
- ヘラクレス（レーソス〈トビアス・ザンテルマン〉[51]）
- ボーン・レガシー（ブレイジャー）
- 暴走車 ランナウェイ・カー（カルロス〈ルイス・トサル〉）
- 僕の相棒フィン（ボブ）
- ボブという名の猫 幸せのハイタッチ（ジェームズ・ボーエン）
- ほぼトワイライト（アントワーヌ）
- マーベル・シネマティック・ユニバース
  - マイティ・ソー（デランシー）
  - キャプテン・アメリカ/ザ・ファースト・アベンジャー（ジム・モリタ〈ケネス・チョイ〉）
  - マイティ・ソー/ダーク・ワールド（ファンドラル〈ザッカリー・リーヴァイ〉）
  - スパイダーマン:ホームカミング（モリタ校長〈ケネス・チョイ〉[52]）
  - マイティ・ソー バトルロイヤル（ファンドラル〈ザッカリー・リーヴァイ〉[53]）
  - ブラックパンサー（ウンジョブ〈スターリング・K・ブラウン〉[54]）
- ミッション:インポッシブルシリーズ
  - ミッション:インポッシブル/ゴースト・プロトコル（ガンマン）
  - ミッション:インポッシブル/フォールアウト（ゾラ〈フレデリック・シュミット〉[55]）
  - ミッション:インポッシブル/デッドレコニング PART ONE（ゾラ〈フレデリック・シュミット〉[56]）
- ミッドナイト・トレイン（メルヴィル）
- ミュータント・タートルズ（司会男性）
- みんな私に恋をする
- メカニック（フィンチ）
- リサとガスパール（リサの父）
- ［リミット］（ドナ）
- REC/レック4 ワールドエンド（グスマン〈パコ・マンサネド〉）
- ロシアン・ルーレット（マーク）
- わが教え子、ヒトラー（ゲシュタポ警部）

#### ドラマ
- iCarly（ジェブ）
- ATHENA -アテナ-（チョリョン）
- ALERT 失踪者緊急警報（マイク・シャーマン〈ライアン・ブルサード〉[57]）
- ALCATRAZ/アルカトラズ
- 倚天屠龍記（周願、殷梨亭、史火竜、）
- イニョン王妃の男（チャス）
- インジャスティス 〜法と正義の間で〜（サイモン）
- ヴェロニカ・マーズ（マーサー・ヘイズ〈ライアン・デヴリン〉）
- エンパイア〜成功の代償（アンドレ・ライオン〈トレイ・バイヤーズ〉）
- GIRLS/ガールズ（アダム〈アダム・ドライバー〉）
- カサンドラ(ダーヴィト<ミヒャエル・クラマー>)
- 華麗なるペテン師たち4
- glee/グリー（アジミオ、ポール、牧師、マイク・シニア、クーター、チリ、マーティン）
- ケース・センシティブ 静かなる殺人
- コールドケース6（若いローランド・ヒューズ）
- コールドケース7 ザ・ファイナル
- コバート・アフェア CIA諜報員アニー（ベン・マーサー）
- The Confession -コンフェッション-
- サイバー諜報官 〜インテリジェンス〜（ジン・コン〈ウィル・ユン・リー〉）
- THE TUDORS〜背徳の王冠〜（ワイアット）
- ザ・ホワイトハウス（ラリー）
- ザ・ミッシング〜消えた少年〜（トニー・ヒューズ〈ジェームズ・ネスビット〉）
- CSI:9 科学捜査班
- CSI:マイアミ
- シークレット・アイドル ハンナ・モンタナ（アダム）
- しあわせの処方箋
- ジェームズ・ボンドを夢見た男（ディクソン）
- スタートレック:ストレンジ・ニュー・ワールド
- Short Treks（クラフト〈オルディス・ホッジ〉）
- スキャンダル 託された秘密（デヴィッド・ローゼン〈ジョシュア・マリーナ〉）
- スパルタカス ゴッド・オブ・アリーナ
- 相続者たち（チェ・ヨンド〈キム・ウビン〉）
- 大草原の小さな家（ジョー〈アラン・ファッジ〉）
- タイタニック 愛と偽りの航海
- TOUCH/タッチ
- チング 〜愛と友情の絆〜
- ディフェンダーズ 闘う弁護士
- テラノバ/Terra Nova
- トーチウッド 人類不滅の日
- 24 -TWENTY FOUR- ファイナル・シーズン（タリン）
- ドリームランド 渚の四姉妹（スペンス〈キール・スミス＝バイノー〉[58]）
- ドレイク&ジョシュ（クーパー）
- 反撃のレスキュー・ミッション
- プッシング・デイジー 〜恋するパイメーカー〜
- プライベート・プラクティス3 #20（カール）
- ブラインドスポット4 タトゥーの女 #15（キャメロン・ギブス〈トム・ペルフリー〉）
- ブルース・リー伝説（イノサント、ワン・コンシェン）
- 弁護士イーライのふしぎな日常（アダム・ミッチェル）
- HOSTAGES ホステージ（アーチャー・プチ〈ビリー・ブラウン〉）
- ホットゾーン（ベン〈ポール・ジェームズ〉[59]）
- ボディ・オブ・プルーフ 死体の証言（ブライアン・ホール）
- ホワイトチャペル2 終わりなき殺意
- マードック・ミステリー 〜刑事マードックの捜査ファイル〜
- Marvel デアデビル（ジャック・マードック〈ジョン・パトリック・ヘイデン〉）
- ミストレス（ダン〈マーク・アンバース〉）
- ミズ・マーベル（ワリード）
- ユーリカ シーズン3
- リゾーリ&アイルズ ヒロインたちの捜査線
- LUCIFER/ルシファー（ルシファー・モーニングスター〈トム・エリス〉）
- 恋愛マニュアル（チェ先輩）
- 私の心が聞こえる?（テ会長）
- 私はラブ・リーガル

#### アニメ
- アバター 伝説の少年アン（シンユー）
- スパイダーマン:フレンドリー・ネイバーフッド（テイラー）
- ハッピー フィート2 踊るペンギンレスキュー隊（男皇帝ペンギン）
- ホワット・イフ...?
- リトル・レッド2 〜ヘンゼルとグレーテル誘拐事件!?〜（カーク）
- ハズビン・ホテルへようこそ（ヴォックス）

### デジタルコミック
- VOMIC 傷だらけの仁清（シンヤ興行組長 田上）

### オーディオブック
- ハッピーバースデー（順子の父親）

### ナレーション
- Happy Halloweeeen 浦島坂田幽霊船 〜本気か!MAGIC!マジカルミラクル!きゅるるるるん☆彡 お菓子くなっちゃう♡もうっ//♡ やメテオー!CHU♡ﾄﾞｰﾝ!〜

## ディスコグラフィ

### キャラクターソング
| 発売日        | 商品名                                                                         | 歌                                                                             | 楽曲                                           | 備考                                                                              |
| ------------- | ------------------------------------------------------------------------------ | ------------------------------------------------------------------------------ | ---------------------------------------------- | --------------------------------------------------------------------------------- |
| 2013年5月29日 | THE BEST OF U-17 PLAYERS Ⅰ JUJIROH ONI                                         | 鬼十次郎（遠藤大智）                                                           | 「WELCOME TO HELL」 「WELCOME TO HELL-Remix-」 | テレビアニメ 『新テニスの王子様』関連曲                                           |
| 2020年1月29日 | ソードアート・オンライン アリシゼーション War of Underworld BD・DVD第2巻特典CD | ディー・アイ・エル（甲斐田裕子）、シグロシグ（星野貴紀）、フルグル（遠藤大智） | 「Deepening the dark」                         | テレビアニメ『ソードアート・オンライン アリシゼーション War of Underworld』関連曲 |

### シリーズ一覧
1. ↑  第1期（2010年）、第2期『II』（2011年）
2. ↑  第1期（2011年）、第2期『W』（2012年 - 2013年）、第3期『WARS』（2013年）
3. ↑  第1期（2011年 - 2012年）、第2期『II』（2012年 - 2013年）
4. ↑  第2作『新テニスの王子様』（2012年）、第3作『新テニスの王子様 U-17 WORLD CUP』（2022年）、第3作続編『新テニスの王子様 U-17 WORLD CUP SEMIFINAL』（2024年）
5. ↑  第1期（2012年）、第3期後半『アリシゼーション War of Underworld』第1クール（2019年）
6. ↑  第1期（2012年）、第2期『2』（2013年）、第3期『3』（2019年 - 2020年）
7. ↑  第1期（2013年）、Season 2（2017年）、Season 3 Part 1（2018年）
8. ↑  第3期（2018年）、第4期（2019年 - 2020年）、第5期（2021年）、第6期（2022年）、第7期（2024年）
9. ↑  中・高校生編（2018年 - 2019年）、続・高校生編（2019年）、『外伝 イフ-if-』（2020年）
10. ↑  第1シリーズ（2020年）、第2シリーズ（2021年）、第3シリーズ（2022年）
11. ↑  第1期（2023年 - 2024年）、第2期（2025年）
12. ↑  第1期（2024年）、第2期（2024年）